# Therese Zenz
Therese Zenz (Merzig, 1932. október 15. – Merzig, 2019. október 22.) világbajnok, olimpiai ezüstérmes német kajakozó.

## Pályafutása
Az 1952. évi olimpián kilencedik volt kajak egyes 500 méteren. Az 1954-es mâconi világbajnokságon Saar-vidék színeiben világbajnok lett kajak egyes 500 méteren. Az 1958-as prágai világbajnokságon két ezüstérmet szerzett. Az 1956-os melbourne-i olimpián kajak egyes 500 méteren, majd négy évvel később Rómában egyes és kettes 500 méteren szerzett ezüstérmet. Az 1957-es Európa-bajnokságon második volt egyes és kettes 500 méteren. Az 1959-es Európa-bajnokságon harmadik helyezést ért el kettes 500 méteren, negyedik volt egyesben.

## Sikerei, díjai
- Olimpiai játékok – K-2 10000 m
  - ezüstérmes (3): 1956, Melbourne (K-1 500 m), 1960, Róma (K-1 és K-2 500 m)
- Világbajnokság
  - aranyérmes: 1954 (K-1 500 m)
  - bronzérmes (2): 1958 (K-1 és K-2 500)